# La Chapelle-en-Vercors
La Chapelle-en-Vercors település Franciaországban, Drôme megyében. Lakosainak száma 772 fő (2022. január 1.). La Chapelle-en-Vercors Bouvante, Échevis, Saint-Agnan-en-Vercors, Saint-Laurent-en-Royans, Saint-Martin-en-Vercors, Vassieux-en-Vercors és Saint-Andéol községekkel határos.

## Népesség
A település népességének változása:
| Lakosok száma | 722  | 653  | 628  | 674  | 677  | 685  | 713  | 720  | 724  | 772  |
|               | 1968 | 1982 | 1990 | 2006 | 2013 | 2015 | 2017 | 2019 | 2020 | 2022 |